# Museo archeologico lucano dell'alta valle del Sele
Il museo archeologico lucano dell'alta valle del Sele è un museo archeologico ubicato a Oliveto Citra, in provincia di Salerno.
La sede è il castello baronale, un edificio di origine presumibilmente longobarda, rimaneggiato più volte nel tempo. Danneggiato fortemente dal terremoto dell'Irpinia del 1980, a seguito di lavori di consolidamento e restauro, una parte della struttura ospita il percorso museale organizzato nella sala a elle e nel chiostro dei Procuratori.
Sono esposti alcuni reperti rinvenuti nelle località Turni, Civita, Vazza e Iscadi del comune di Oliveto Citra, appartenenti alla cultura di Oliveto-Cairano e databili tra il VIII e il IV secolo a.C.